# 北齐高氏墓群
北齐高氏墓群，位于中国河北省衡水市景县野林庄一带，1982年7月23日公布为河北省文物保护单位，2001年6月25日公布为第五批全国重点文物保护单位。